# Il paradiso del diavolo
Il paradiso del diavolo (Rushing to Paradise) è un romanzo distopico dello scrittore britannico J. G. Ballard del 1994.

## Storia editoriale
Il romanzo è costruito intorno a uno schema ricorrente nelle opere di Ballard: l'isolamento psicologico del protagonista che man mano si addentra in una metamorfosi spirituale, attorniato da più comprimari ciascuno dei quali presenta peculiari caratteristiche caratteriali.
Il romanzo, il tredicesimo dell'Autore, è stato pubblicato per la prima volta a Londra nel 1994, con la casa editrice Flamingo.
L'opera è stata tradotta in Italia per la prima volta nel 1998 da Baldini & Castoldi.

## Edizioni
- (EN) J. G. Ballard, Rushing to Paradise, 1ª ed., Londra, Flamingo, 1994.
- (DE) J. G. Ballard, Stürmt das Paradies!, traduzione di Bernhard Riettz, Bellheim, Edition Phantasia, 1996, ISBN 978-3-924959-37-1.
- (DE) J. G. Ballard, Höllentrip ins Paradies, traduzione di Bernhard Riettz, Monaco di Baviera, Goldmann, 1997, ISBN 978-3-442-43575-3.
- (PL) J. G. Ballard, W pośpiechu do raju, traduzione di Bożenna Stokłosa, Varsavia, Amber, 1996, ISBN 8370829600.
- J. G. Ballard, Il paradiso del diavolo, Romanzi e Racconti, n. 136, Milano, Baldini & Castoldi, settembre 1998, ISBN 9788880893622.
- (TR) J. G. Ballard, Cennete Bir Koşu, traduzione di Süha Sertabiboğl, Ayrıntı Yayınları, 2000, ISBN 9789755392936.
- (FR) J. G. Ballard, La Course au Paradis, Parigi, Denoël, 2010, ISBN 9782207261279.
- J. G. Ballard, Il paradiso del diavolo, traduzione di Antonio Caronia, Tascabili, n. 10, Milano, Baldini Castoldi Dalai, 2007, ISBN 9788860731500.
- J. G. Ballard, Il paradiso del diavolo, traduzione di Antonio Caronia, Universale economica, n. 2050, Milano, Feltrinelli, 2008, ISBN 9788807720505.